# Crypsinus hirsutus
Crypsinus hirsutus là một loài dương xỉ trong họ Polypodiaceae. Loài này được Tagawa & K. Iwats. mô tả khoa học đầu tiên năm 1970.
Danh pháp khoa học của loài này chưa được làm sáng tỏ. 